# Victor Forquenot de La Fortelle
Victor Forquenot de La Fortelle est un ingénieur français des chemins de fer né à Laon le 9 août 1817, et mort au château de Vaux-Varennes, à Bouvancourt le 18 octobre 1885.

## Biographie
Victor Forquenot est le fils de Louis Philippe Forquenot de La Fortelle (1780-1850) et de Aimée Louise Antoinette Le Carlier d'Ardon (1785-1852). Il a fait ses études à l'École centrale des arts et manufacture (Promo 1838). 
Sorti ingénieur des arts et manufactures en 1838, il commence comme volontaire-ouvrier et dessinateur aux Établissements John Cockerill de Liège, puis de Seraing, en 1839 et 1840. Il poursuit comme ouvrier monteur mécanicien et dessinateur aux ateliers Cavé de Paris entre 1841 et 1843. En 1844 et 1845, il est employé comme dessinateur dans le service d'Émile Clapeyron pour la construction par l'État du chemin de fer du Nord. Il a été chargé de la réception du matériel et de l'emploi de ce matériel aux trains de service de la construction.
En 1846, il est ingénieur du matériel de la compagnie du chemin de fer de Tours à Nantes. Il a fait l'étude et la construction du matériel de cette compagnie dont les types de voitures et wagons ont été adoptés plus tard pour la ligne de Paris à Chartres et le chemin de fer Grand Central. Il est en résidence à Tours en 1849.
En 1852, il est ingénieur du matériel de la Compagnie du chemin de fer de Paris à Orléans chargé de la construction du matériel neuf et du contrôle de la régie de traction à la suite de la fusion des compagnies du Centre, d'Orléans à Bordeaux, de Tours à Nantes avec la compagnie de Paris à Orléans. À la mort de Camille Polonceau, en 1859, la Compagnie du chemin de fer de Paris à Orléans le choisit pour le remplacer comme ingénieur en chef du matériel et de la traction. Il a augmenté le nombre de locomotives de gare. Il a introduit dans la compagnie la standardisation du matériel.
Il a étudié le matériel pour leur permettre de mieux s'inscrire dans les courbes de faible rayon. Il cherche à augmenter la puissance des locomotives. Il s'est intéressé à une nouvelle technique mise au point par le directeur de la Compañía de los Caminos de Hierro del Norte de España, Louis Le Chatelier, ancien chef de l'Exploitation de la compagnie Paris-Orléans : la contre-vapeur. Les bons résultats de ce système l'a amené à le généraliser dès 1870. Au total, 510 locomotives ont été modifiées.
Il a étudié 19 séries de machines à vapeur dotées du même schéma fondamental entre 1860 et 1874 avec un certain nombre de pièces communes entre elles. Il a mis au point en 1864 la locomotive Forquenot 120 pour les trains rapides qui est ensuite transformée en Forquenot 121 qui a permis à la ligne Paris-Bordeaux d'être la ligne la plus rapide du monde à cette époque. Ces locomotives ont été utilisées jusqu'en 1945. Un exemplaire est conservé au niveau de la Cité du train de Mulhouse où elle est exposée 

Locomotive Forquenot 121 no 340 Cité du train
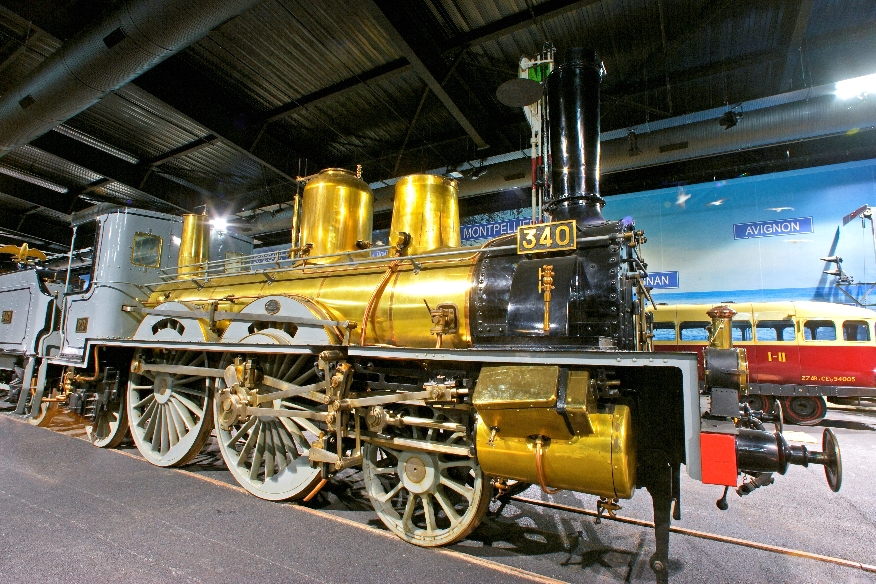
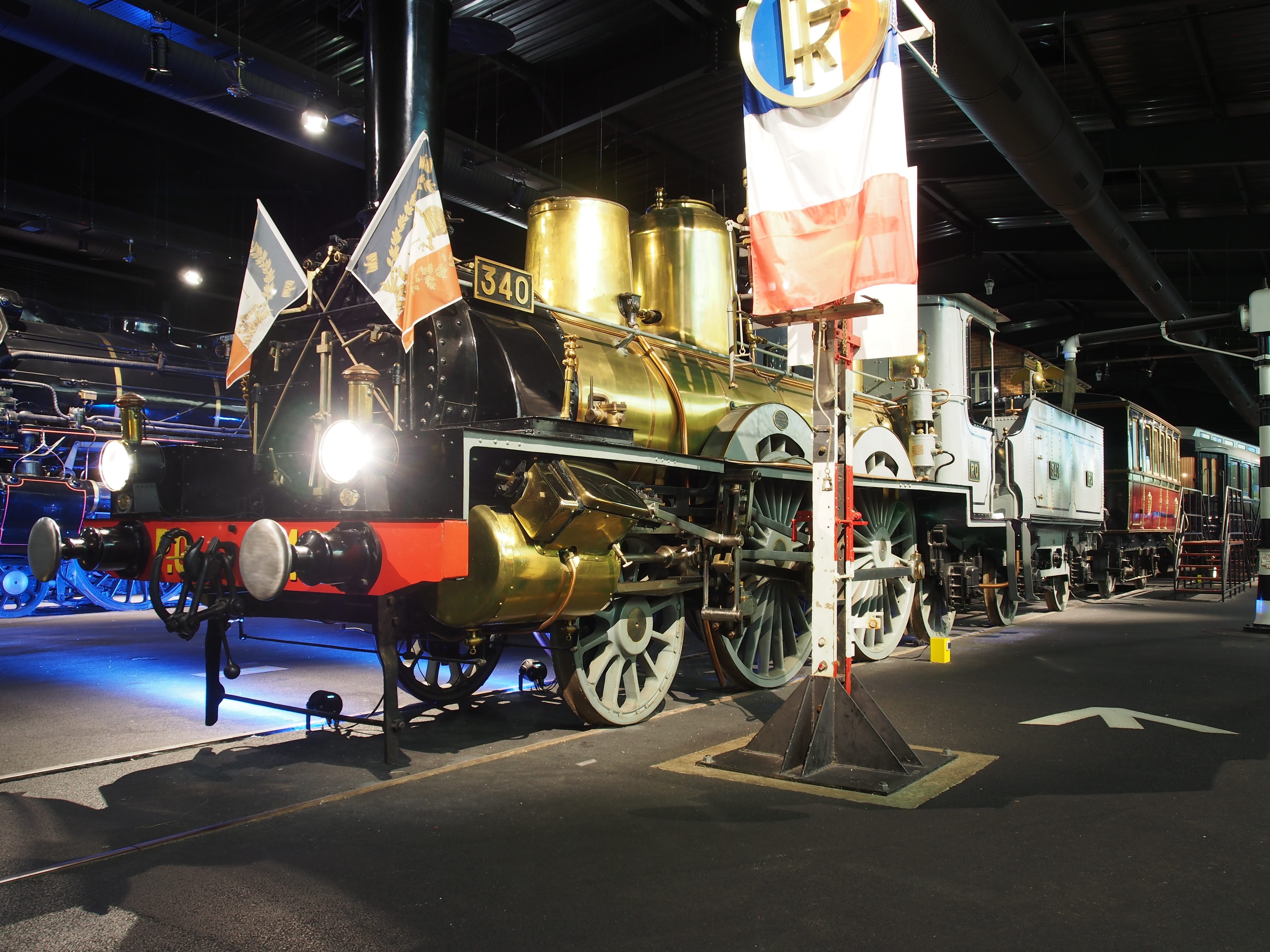
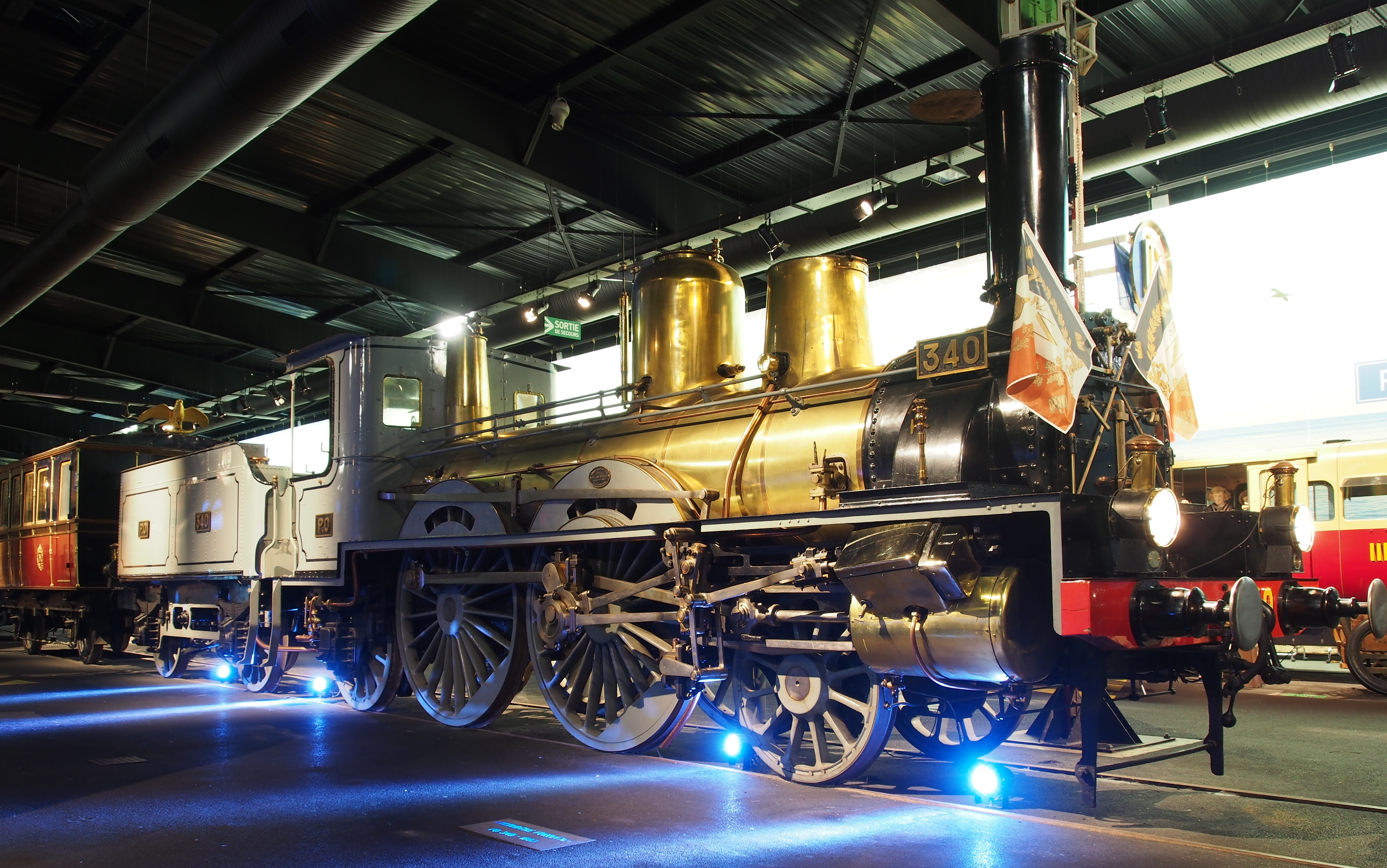

Il a été maire de Bouvancourt.

## Famille
Il s'est marié le 19 novembre 1861, à Bruxelles, avec Léonie Adan (1836-1868) dont il a eu :
- Augustine Forquenot de La Fortelle (1863-1901), mariée en 1883 avec Pierre Arbel (1858-1934), maître de forges à Rive-de-Gier,
- Cécile Nathalie Forquenot de La Fortelle (1865-1919), mariée en 1887 avec Georges Dethan (1861-1942), propriétaire du château de La Côte à Biras (Dordogne), maire de Biras entre 1888 et 1942,
- Louis Léon Joseph Forquenot de La Fortelle[2] (1867-1934), marié en 1894 avec Marie-Anne Templier (1875-1901), polytechnicien et ingénieur des Mines, directeur général de la Compagnie des chemins de Fer Portugais.

## Distinctions
- Chevalier de la Légion d'honneur, le 14 août 1861,
- Officier de la Légion d'honneur, le 20 octobre 1878[3].

## Hommage
- Rue Forquenot, à Périgueux perpendiculaire aux ateliers d'entretien et réparation de matériel ferroviaire de la Compagnie Paris-Orléans, actuellement Technicentre SNCF dans le quartier du Toulon.

## Publications
- « Notes sur les expériences de traction de la Compagnie d'Orléans (1857-1866) », dans Mémoires de la Société des ingénieurs civils, 1868, p. 309-345 (lire en ligne) ou CNAM : Mémoires de la Société des ingénieurs civils, 1868 et planche 3 - Expériences de traction de la Compagnie d'Orléans : résultats dynamométriques